# Geschichte Namibias bei den World Games
| Gelbes Symbol für Goldmedaillen mit stilisierten Olympischen Ringen | Graues Symbol für Silbermedaillen mit stilisierten Olympischen Ringen | Braundes Symbol für Bronzemedaillen mit stilisierten Olympischen Ringen |
| ------------------------------------------------------------------- | --------------------------------------------------------------------- | ----------------------------------------------------------------------- |
| —                                                                   | —                                                                     | —                                                                       |

Die Geschichte Namibias bei den World Games begann 2017. Zu den World Games 2017 in Breslau entsandte Namibia erstmals Athleten. Bisher (Stand 2022) konnten keine Medaillen gewonnen werden.

## Übersicht der Teilnahmen
| Jahr      | Athleten           | Athleten           | Athleten           | Sportarten         | Sportarten         | Sportarten         | Medaillen          | Medaillen          | Medaillen          | Medaillen          | Rang |
| Jahr      | Gesamt             | Männer             | Frauen             | Feldbogenschießen  | Inlinehockey       | Wasserski          |                    |                    |                    | Total              | Rang |
| --------- | ------------------ | ------------------ | ------------------ | ------------------ | ------------------ | ------------------ | ------------------ | ------------------ | ------------------ | ------------------ | ---- |
| 1990–2013 | nicht teilgenommen | nicht teilgenommen | nicht teilgenommen | nicht teilgenommen | nicht teilgenommen | nicht teilgenommen | nicht teilgenommen | nicht teilgenommen | nicht teilgenommen | nicht teilgenommen |      |
| 2017      | 2                  | 1                  | 1                  | 2                  | 0                  | 0                  | 0                  | 0                  | 0                  | 0                  | n/a  |
| 2022      | 1                  | 0                  | 1                  | 0                  | 0                  | 1                  | 0                  | 0                  | 0                  | 0                  | n/a  |
| 2025      | 15                 | 14                 | 1                  | 1                  | 14                 | 0                  | 0                  | 0                  |                    |                    |      |
| Gesamt    | Gesamt             | Gesamt             | Gesamt             | Gesamt             | Gesamt             | Gesamt             | 0                  | 0                  | 0                  | 0                  |      |